# 제23회 골든 래즈베리상
제23회 골든 래즈베리상은 2002년 영화를 대상으로 2003년 3월에 열린 시상식이다. 산타모니타 쉐라튼 호텔에서 개최되었다.

## 수상 및 후보

### 최악의 작품상
- 스웹트 어웨이 수상
- 플루토 내쉬
- 크로스로드
- 피노키오
- 스타워즈 에피소드 2: 클론의 습격

### 최악의 남우주연상
- 피노키오 - 로베르토 베니니 수상
- 스웹트 어웨이 - 아드리아노 지안니니
- 플루토 내쉬 - 에디 머피
- 아이 스파이 - 에디 머피
- 쇼타임 - 에디 머피
- 하프 패스트 데드 - 스티븐 시걸
- 에이트 크레이지 나이트 - 아담 샌들러
- 미스터 디즈 - 아담 샌들러

### 최악의 여우주연상
- 크로스로드 - 브리트니 스피어스 수상
- 스웹트 어웨이 - 마돈나 수상
- 어느 날 그녀에게 생긴 일 - 안젤리나 졸리
- 이너프 - 제니퍼 로페즈
- 러브 인 맨하탄 - 제니퍼 로페즈
- 미스터 디즈 - 위노나 라이더

### 최악의 남우조연상
- 스타워즈 에피소드 2: 클론의 습격 - 헤이든 크리스텐슨 수상
- 스틸링 하바드 - 톰 그린
- 스쿠비 두 - 프레디 프린즈 주니어
- 컨트리 베어스 - 크리스토퍼 월켄
- 스무치 죽이기 - 로빈 윌리엄스

### 최악의 여우조연상
- 007 어나더 데이 - 마돈나 수상
- 맨 인 블랙 2 - 라라 플린 보일
- 마스터 오브 디즈가이즈 - 보 데렉
- 스타워즈 에피소드 2: 클론의 습격 - 나탈리 포트만
- 롤러볼 - 송경희

### 최악의 감독상
- 스웹트 어웨이 - 가이 리치 수상
- 피노키오 - 로베르토 베니니
- 크로스로드 - 탐라 데이비스
- 스웹트 어웨이 - 조지 루카스
- 스타워즈 에피소드 2: 클론의 습격 - 조지 루카스
- 플루토 내쉬 - 론 언더우드

### 최악의 각본상
- 스타워즈 에피소드 2: 클론의 습격 수상
- 피노키오
- 스웹트 어웨이
- 플루토 내쉬
- 크로스로드

### 최악의 주제가상
- 크로스로드 수상

### 최악의 속편상
- 스웹트 어웨이 수상
- 아이 스파이
- 미스터 디즈
- 피노키오
- 스타워즈 에피소드 2: 클론의 습격

### 최악의 커플상
- 스웹트 어웨이 - 아드리아노 지안니니 & 마돈나 수상
- 피노키오 - 로베르토 베니니 & 니콜레타 브라스치
- 스타워즈 에피소드 2: 클론의 습격 - 헤이든 크리스텐슨 & 나탈리 포트만
- 쇼타임 - 에디 머피 & 로버트 드니로
- 플루토 내쉬 - 에디 머피 & 자신의 복제인간
- 크로스로드 - 브리트니 스피어스 & 앤슨 마운틴

### 10대를 겨냥한 허황된 영화
- 잭애스 수상
- 에이트 크레이지 나이트
- 크로스로드
- 스쿠비 두
- 트리플 엑스

## 같이 보기
- 제75회 아카데미상
- 제56회 영국 아카데미 영화상
- 제60회 골든 글로브상
- 제9회 미국 배우 조합상